# 春天花园

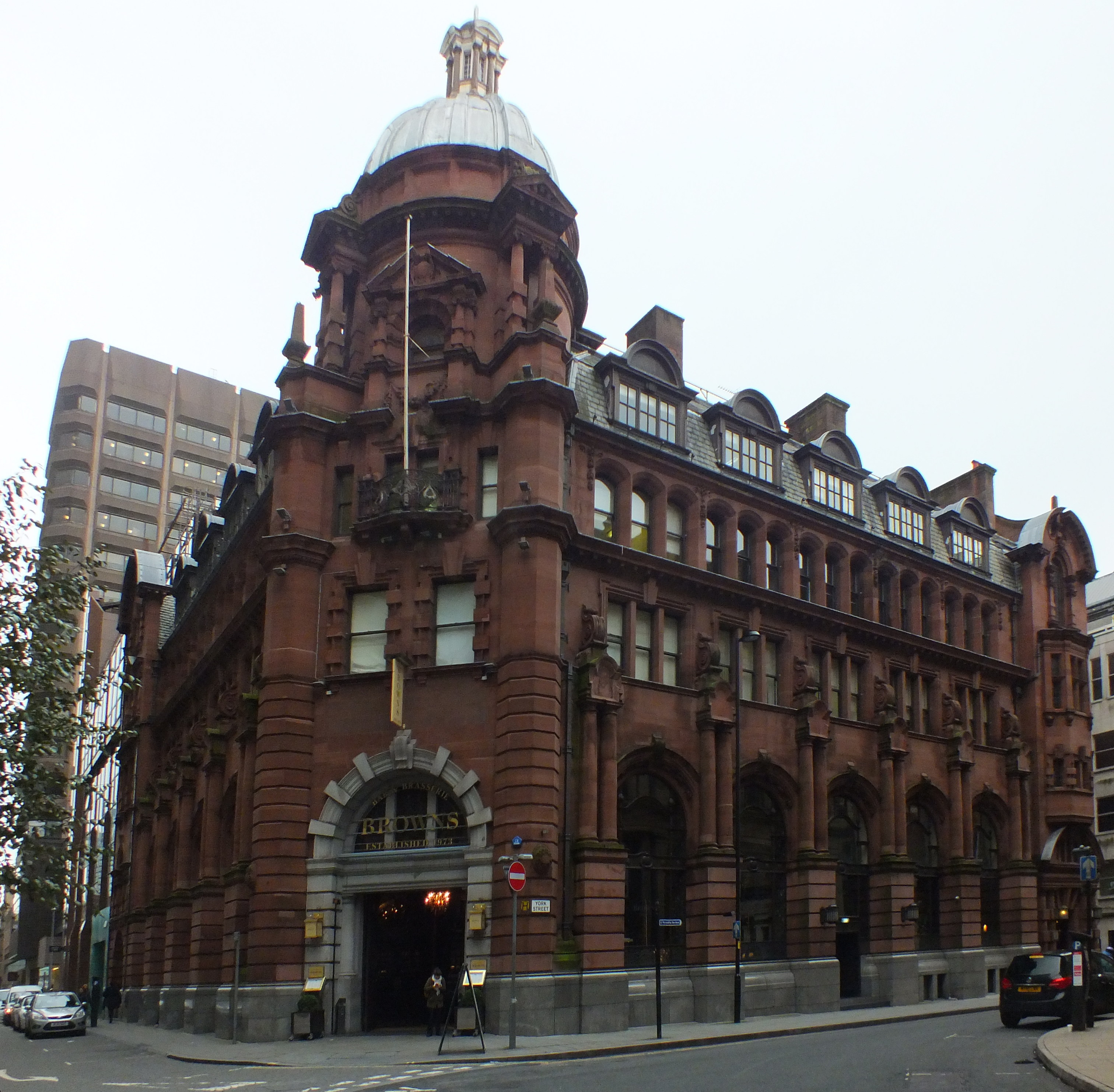

春天花园（Spring Gardens）是曼彻斯特市中心的一条重要街道。这条L形街道原为西北英格兰银行业的中心。
春天花园北到市场街，经过国王街东端，然后拐向东南，穿过Mosley 街，最后结束于夏洛特街。
春天花园是上国王街保护区的一部分，沿街保存有许多著名建筑，其中有五座被列为二级登录建筑：
西侧
- 60-62号，建于1881-1883年[2]

东侧
- 约克街1号，1902年[3]
- 41号，建于1888-1890年 [4]
- 47号，1881年[4]
- 49号，1879年[2]